# OSRAM Maschinenglaswerk

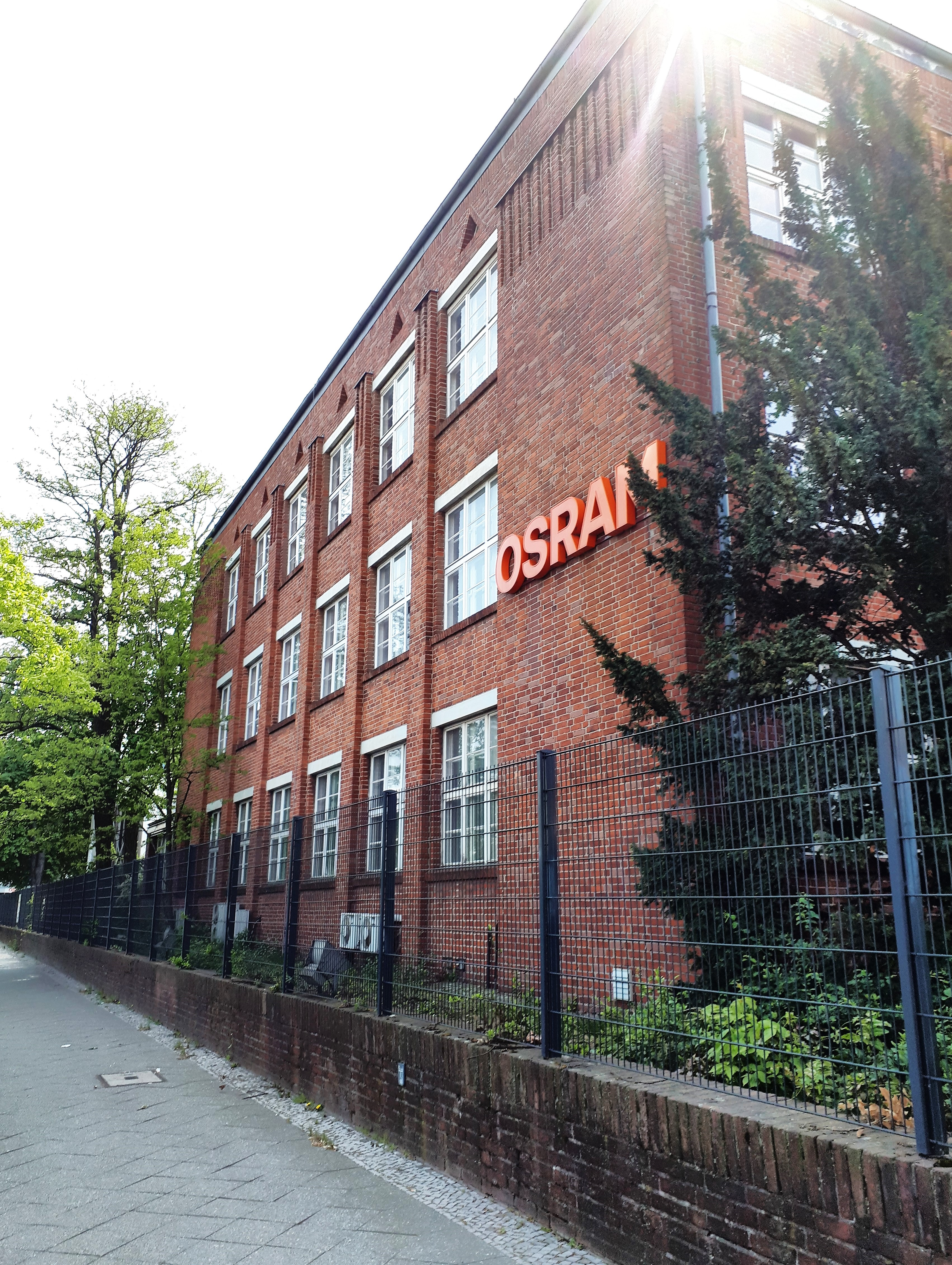

Das ehemalige Maschinenglaswerk der OSRAM GmbH ist eine Liegenschaft in der Berliner Nonnendammallee und Teil der Campusentwicklung LUXWERK der AVENTOS Management GmbH. Das denkmalgeschützte Maschinenglaswerk ist das prägendste Gebäudeensemble auf dem ca. 116.000 Quadratmetern großen Entwicklungsareal. Das LUXWERK wird in den nächsten Jahren Standort eines High-Tech Campus mit vielseitigen Nutzungsmöglichkeiten in den Bereichen Labor, Produktion und Forschung&Entwicklung.
Ursprünglich wurde die Anlage 1927/28 für OSRAM in der Berliner Siemensstadt nach Entwürfen des Architekten Waldemar Pattri errichtet und diente der ersten vollautomatischen Massenproduktion von Glaskolben für die Lampenherstellung.
Die Produktionsstätte war die erste ihrer Art auf dem europäischen Kontinent und galt als epochal. Dank ihrer intelligenten, wegweisenden Konzeption konnte die OSRAM Maschinenglasfabrik 1928 von lediglich 130 Arbeiterinnen, Arbeitern und Angestellten betrieben werden. Ihre 45 Tonnen schweren Maschinen waren in der Lage, innerhalb von 24 Stunden 50.000 bis 70.000 Glaskolben herzustellen.
Neben der Produktion war vor allem die konsequente Optimierung der Glasqualität ein wesentlicher Bestimmungsgrund des Maschinenglaswerks. Von Tag eins der Inbetriebnahme wurde parallel zur Produktion in einem großen, gut ausgestatteten Laboratorium geforscht und getestet. Auch die Ausstattung wurde stetig auf den neusten Stand gebracht.

## Geschichte
Am 1. Juli 1919 fusionierten die ehemaligen Wettbewerber und bedeutendsten Glühlampenfabrikanten des Landes – AEG, Siemens & Halske sowie die Deutsche Glasglühlicht-AG – zur OSRAM GmbH KG und wurden damit zu einem der größten Glühlampenhersteller Europas. Mit der gleichzeitigen Einigung auf den Markennamen OSRAM konnte man von nun an die Kräfte bündeln und gemeinsamen Erfolgen so den Weg ebnen. Da alle drei Firmen ohnehin ihren Sitz in Berlin hatten, wurde die Hauptstadt zur Heimat der deutschen Lampenindustrie.
Im Interesse einer effizienten Produktion in großer Stückzahl wollte man nicht nur Glas, Draht und Maschinen für die Fabrikation in Eigenregie produzieren, sondern dies auch an einem Standort bündeln. Die Kolbenproduktion als wichtige Vorerzeugnis-Fertigung ebenfalls in unmittelbarere Nähe anzusiedeln, war die logische Konsequenz.

### Neubau
Die Geschichte des Maschinenglaswerkes begann im Jahr 1925 mit dem Ankauf des etwa 75.800 m² großen, früher Schloss Sternfeld genannten Bauplatzes. Seine Grenzen bilden im Norden die Nonnendammallee, im Süden die Motardstraße, im Osten die Siemens-Schuckertwerke und im Westen der Schwarze Weg – heute Otternbuchtstraße. Gemäß den Plänen ihres Erbauers, des Regierungsbaumeisters Dr. Ing. Waldemar Pattri, wurde das Werk in zwei Bauabschnitten errichtet. Der erste Teil der Fabrik wurde 1927, der zweite Teil 1931 fertiggestellt. Um die 1925 im Auftrag von OSRAM von Dr. Ellen Lax entwickelten Verfahren zu Innenglasmattierung produktionsseitig umsetzen zu können, wurden zusätzlich zu den innovativen Westlake-Kolbenblasmaschinen zwei Langlaufmaschinen angeschafft.

### Erweiterung
Mit Erfindung der im Vergleich zur Glühbirne leuchtstärkeren und langlebigeren Quecksilberdampf-Hochdrucklampe musste der Maschinenpark Anfang der 1930er Jahre erweitert werden. Um die für sie benötigten hohen Stückzahlen an Quarzröhren zu gewinnen, ersetzte ab 1937 eine eigene Quarzrohr-Ziehanlage die zeitaufwändige Handarbeit. Nicht von ungefähr gehörte OSRAM bereits in dieser Zeit zu den größten Leuchtmittelherstellern der Welt. Allein in Deutschland belief sich der Marktanteil auf 70 Prozent.

### Zerstörung im Zweiten Weltkrieg
Während des Zweiten Weltkrieges wurde ein Großteil der Fabrikgebäude – darunter auch das Maschinenglaswerk – erheblich beschädigt. Ein an der Nordseite gelegener, noch nicht vollendeter Neubau für die Innenmattierung wurde im November 1943 sogar vollständig vernichtet. Zu den größten Zerstörungen führte jedoch der Angriff vom 28. März 1945 an. Infolgedessen nahmen der Geschossbau über der Röhrenzieherei, das Ofenhaus, das Maschinenhaus, das Brunnenhaus und das Wasserstoffwerk schwere Schäden.

### Wiederaufbau und Erweiterung
OSRAM hatte nicht nur fast alle Fertigungseinrichtungen, sondern auch seine Forschungs- und Entwicklungsstätten verloren, ebenso den gesamten Auslandsbesitz. 1946, direkt nach Kriegsende, begann dennoch ein verbliebener Mitarbeiterstab mit den Instandsetzungsarbeiten. Bereits 1947 wurde die Fertigung wieder aufgenommen. Dabei kamen die bereits bewährten, mit mehreren Westlake-Maschinen bestückten Wannenanlagen für die vollautomatische Glühlampenfertigung, Dannerzüge zum Ziehen von Röhren aus Magnesiaglas, kleinere Wannen für Hartglaskolben sowie moderne Langlaufmaschinen für die Innenmattierung der Lampenkolben wieder zum Einsatz. 1948 kam die Produktion durch die vollständige Versorgungsunterbrechung der Westsektoren Berlins durch die Sowjetunion zum Erliegen. Nach Ende der Blockade wurde die Produktion wieder aufgenommen.

### Ausbau des Standorts Spandau
Um die Herstellung von Leuchtstoff- und Hochdruck-Entladungslampen an einem Standort zu konzentrieren, wurde Ende der 1960er Jahre mit dem Bau einer neuen Lampenfabrik auf dem Grundstück an der Nonnendammallee begonnen. 1972 eröffnete mit dem neuen OSRAM-Lampenwerk das modernste Röhrenglaswerk Europas. 1981 wurde das Zentrallager auf dem Spandauer Gelände in Betrieb genommen. Ebenfalls in die 1980er Jahre fällt der Bau einer zweistöckigen Fertigungshalle mit einer Grundfläche von 8.200 m2. An der Nonnendammallee wurden nun HTI®- und HQI®-Halogen-Metalldampflampen, NAV®-Lampen, HBO-Quecksilberdampf-Kurzbogenlampen, HMI®-Lampen für Film, TV und Bühne sowie XBO®-Lampen für die Kinoprojektion produziert.

### OSRAM wird Mieter und bleibt Hauptnutzer
Am 1. Juli 2021 erwarb der unabhängige Investmentmanager AVENTOS das traditionsreiche Areal an der Nonnendammallee 44. OSRAM wurde im Rahmen eines Sale-and-Lease-Back-Verfahrens Mieter und Hauptnutzer. Auf ca. 116.000 m2 Grundstück befinden sich neben Produktions-, Logistik- und Büroflächen auch das denkmalgeschützte Glaswerk-Ensemble.

## Architektur

### Die Siemensstadt
Das OSRAM Maschinenglaswerk befindet sich inmitten der Siemensstadt und ist damit Bestandteil einer städtebaulichen Revolution. Auf einem komplett unerschlossenen Gelände wurde Anfang des 20. Jahrhunderts binnen weniger Jahre ein großflächiger Industriekomplex in Kombination mit modernen Wohnsiedlungen sowie großen Frei- und Grünflächen für die Arbeiter der Siemens-Fabriken gebaut. Ein Mobilitätskonzept war mit einer werkseigenen Güterbahn und ersten Straßenbahnlinie ebenfalls vorhanden. Die im Stil der neuen Sachlichkeit erbaute Großsiedlung zählt heute zum UNESCO-Welterbe.

### Das Maschinenglaswerk
Das Ensemble des Maschinenglaswerks – mit Kolbenhütten, Gemengehaus, Maschinen- und Kesselhaus, Röhrenhütte, Generatorenhaus, Verwaltungs- und Wohlfahrtsgebäude – ist trotz seiner wechselvollen Geschichte weitestgehend erhalten.
Ganz im Sinn der neuen Sachlichkeit sind die Gebäude betont funktional gehalten. Die Fassaden der schlichten Stahlskelettbauten sind mit roten Ginthener Handstrichsteinen verblendet. Für eine optische Gliederung sorgen schmale, flache Wandpfeiler in Kombination mit breiten, zurückliegenden Fensterachsen. Die quadratischen Hüttenbauten haben eine kuppelartige Dachkonstruktion, die als frei tragende Stahlteilgebilde besonders leicht anmuten. Die 50 und 70 Meter hohen Schornsteine für die Abgase der Schmelzwannen standen isoliert. Der gemeinsame Schornstein der Schmelzöfen der Röhrenfabrik maß 30 Meter Höhe.

## Systematisierung des Betriebs
Nach Erwerb der Nutzungsrechte an den Westlake-Maschinen im Jahr 1925 wollte OSRAM eine Musterfabrik mit allen Errungenschaften der modernen Technik errichten. Folglich wurde das Maschinenglaswerk von Anfang an für die damals hochmoderne Fließarbeit ausgelegt. Das Prinzip – die Rohmaterialien an einer Seite der Fabrik anzuliefern und auf der gegenüberliegenden Seite als Fertigprodukt direkt weiter zu transportieren – wurde im Maschinenglaswerk in beinahe geradliniger Richtung umgesetzt. So wurden die Glasrohmaterialien per Bahn angeliefert und gelangten nach weiterer Umladung in das Gemengehaus. Dort wurden sie zum fertigen Gemenge gemischt und im Schmelzraum zu Glas geschmolzen. Das flüssige Glas wurde anschließend in der Verarbeitungsstelle zu Kolben geformt, von dem für die Weiterverarbeitung unnötigen Kappen befreit und zwecks Beseitigung der Spannungen über ein kombiniertes Kühl- und Transportband direkt zur Prüfstelle befördert. Dort wurden ausschließlich einwandfreien Kolben in Kartons verpackt und kamen am anderen Ende der Fabrik zum Versand. Auf diese Weise legten die Rohmaterialien den denkbar kürzesten Weg zum Fertigprodukt zurück.

## Ausstattung und Produktion

### Generatorenhaus
Der Zweck des Generatorenhauses war die Erzeugung des zur Heizung der Wanne und der Nebenanlagen benötigten Generatorengases.
Das Heizgas für die Wannen wurde durch zwei Pintsch-Drehrost-Generatoren von damals neuester Bauart erzeugt. Die ausgebrannte Asche wurde von dem ständig umlaufenden Drehrost mittels einer Schaufel mechanisch und automatisch entfernt. Die Lieferung des Gases wurde dabei keinen Augenblick unterbrochen. Die Bedienung der Drehrost-Generatoren beschränkte sich somit auf ein gelegentliches Durchstoßen des Generatorinhaltes mittels eiserner Stangen und das Nachschütten von Braunkohle-Briketts in den Generator.
Anders als in den Generatoren älterer Bauart wurde das Gas gereinigt – also entstaubt, entteert und getrocknet. Der Vorteil: Man konnte die Röhren beliebig weit führen und die Generatoren unabhängig vom Hüttengebäude an einer passenden Stelle aufbauen. Daraus ergaben sich weitere Synergien: Während Teer als wertvolles Nebenprodukt zurückgewonnen wurde, stellte die Reinigung des Gases von Kohle und Staub die Farbreinheit bei der Wannenschmelze des Glases sicher. Da die Generatoren geschlossen waren und künstlich geblasen wurden, liefen sie unabhängig von Wind und Wetter bei stets gleichmäßigen Druck.
Die mit Schwefelaufsatz versehenen Generatoren arbeiteten folgendermaßen: Die Kohlen gelangten durch einen Fülltrichter zuerst in den Schwelaufsatz, wo sie auf eine Temperatur von etwa 400° Celsius erhitzt wurden. Dabei gaben sie alle Teere und Paraffine sowie die in ihnen enthaltenen freien Gase ab, um dann als Braunkohlenkoks in den unteren Teil des Generators zu wandern. Dort wurden sie zu Kohlenoxyd vergast.
Zur Entteerung des Schwefelgases standen zwei Anlagen zur Verfügung, die sich wechselseitig als Reserve dienten:
1. Ein Siemens-Elektrofilter, in dem die zu Nebeltröpfchen kondensierten Teer- und Wasserbestandteile abgeschieden wurden.
2. Eine mechanische Abscheidungsanlage, in der die Gase nach der Abkühlung gegen eine sogenannte Pelouzes-Glocke aufprallten. Teer und Wassertröpfchen wurden so mechanisch abgeschieden.
Mit dem Generatorgas wurden die Wanne, die Temperöfen, der Formeneinbrennofen, die Kühlöfen, eine Reservefeuerung der Sandtrocknungsanlage und ein Reservedampfkessel betrieben.

### Gemengehaus
Zweck: Aufnahme der zur Herstellung des Gases erforderlichen Rohstoffe, deren Abwägen in den gewünschten Gewichtsverhältnissen und Mischung zum für den Schmelzvorgang geeigneten Gemenge.
Durch den Anschluss des Werks an das Industriegleis konnte die Zufuhr der fünf Rohmaterialien – Sand, Kalk, Dolomit, Baryt, Soda und Pottasche – durch die Bahn erfolgen. Die Waggons wurden mit Hilfe eines fahrbaren Krans auf einen meterspurigen Rollwagen geschoben und auf diesem mittels Elektroschlepper unmittelbar in das Gemengehaus gefahren. Über einen Fahrstuhl wurden die verschiedenen Schmelzmaterialien, die in Säcken oder Fässern angeliefert wurden, in das oberste Stockwerk des Gemengehauses befördert und dort in die für sie bestimmten Bunker – die ein Fassungsvermögen zwischen 15 und 2.000 kg hatten – gefüllt. Nur der Sand, der stets feucht war, kam vorher in umlaufende Trockentrommeln.
Zur Anfertigung des Gemenges wurden die Rohmaterialien in den entsprechenden Gewichtsverhältnissen in einen sogenannten „Wägekarren“ aus den Bunkern eingeführt. Das Wiegen erfolgte dabei im Wagen. An den Bunkerverschlüssen wiederum waren die einzustellenden Gewichtszahlen mit deutlichen Ziffern angegeben. Die Aufgabe des die Wage bedienenden Arbeiters bestand darin, die jeweilige Zahl einzustellen, das betreffende Material bis zum Einspielen der Wage einzulassen und den Druckapparat zu betätigen. Hatte er zu viel oder zu wenig eingewogen, blieb der Druckapparat blockiert. Somit war die korrekte Zusammensetzung des Gemenges jederzeit sichergestellt.
Die korrekt abgewogenen Inhaltsstoffe gelangten nun in eine große, mechanisch betriebene Mischtrommel und von dort durch ein Becherwerk in einen Vorratsbunker, der den Vorrat für mehrere Tage fassen konnte. Das fertige Gemenge, dem auch eine gewisse Menge Scherben (Abfallprodukte aus der Produktion) beigemischt wurden, gelangte mittels Wagen zur Wanne und wurde dort in die Behälter zur Aufnahme des Gemenges geschüttet. Durch besondere, das Gemenge dosierende Einfüllvorrichtungen erfolgte die Zuführung in den Ofen.
Die Gemengebereitungsanlage war auf vier Stunden pro Wanne angelegt. Das heißt, sie konnte binnen acht Stunden das Gemenge für zwei und binnen 16 Stunden für vier Wannen zur Verfügung stellen. Je nach Leistung der Maschinen lag der tägliche Durchsatz der Wanne zwischen 15 und 20.000 kg Gemenge.

### Ofenhalle
Zweck: Wanne zum Schmelzen des Gemenges zu verarbeitbarem Glas, Westlake-Maschinen, Abschmelzmaschinen, Kühlöfen, Temperöfen
Bei der Wanne handelt es sich um ein aus großen Schamotteblöcken zusammengesetztes Bassin, das von einer Eisenkonstruktion ummantelt war. Während die Grundfläche der eigentlichen Schmelzwanne 6 × 5 m betrug, lagen die Maße der Arbeitswanne bei 3,5 × 5 m.
In der Schmelzwanne wurden die Gemengerohmaterialien bei einer Temperatur zwischen 1.380° und 1.400° Celsius geschmolzen. Die Schmelzwanne und die Arbeitswanne hatten zwar ein gemeinsames, durchlaufendes Kappengewölbe, die Glasmengen in beiden Räumen waren jedoch voneinander getrennt. Der Grund: Das Glas in der Arbeitswanne musste niedriger temperiert sein als das in der Schmelzwanne, da es sonst für die Verarbeitung zu dünnflüssig war.
Für die verlässliche Trennung sorgte eine Brücke aus Schamottesteinen, die innen hohl war und mittels kalter Luft gekühlt wurde. Am Boden der Wanne hatte die Brücke einen aus Schamottesteinen zusammengesetzten Durchlass, durch den das Glas von der Schmelzwanne zur Arbeitswanne floss. Dabei wurden mögliche, vom Schmelzprozess herrührende Verunreinigungen herausgefiltert. In die Arbeitswanne, die bei einem Glasstand von einem Meter rund 130.000 kg Volumen fassen konnte, gelangte so nur klares Glas.
Die Wanne wurde durch das von Friedrich Siemens entwickelte Regenerativsystem beheizt – also mittels Querflammen unter Verwendung von drei Brennern. Dabei gelangte das Generatorgas in der oberen Hälfte, während die zur Verbrennung nötige Luft in die untere Hälfte der Wanne strömte. Die Flammengase wurden durch drei gegenüberliegende Brenner abgesaugt. Sowohl die ankommenden Generatorgase als auch die benötigte Verbrennungsluft durchzogen je eine mit Schamottesteinen ausgelegte Kammer, die zuvor durch Verbrennungsgase aufgeheizt wurde. Auf diese Weise erreichte das Gemisch von Gas und Luft vorgewärmt den Ofen, erhöhte die Flammentemperatur und sorgt dafür, dass der größte Teil der Abhitze der Feuerungsgase wiedergewonnen wurden. Nach Verlassen des Ofens durchspülten die Abhitzegase zwei andere, gleich große Kammern und gaben dort den größten Teil ihrer Wärme ab. Jede halbe Stunde wurde gewechselt, das heißt: Heizgase wie Verbrennungsluft und damit auch die Abhitzegase nahmen den umgekehrten Weg. Die Abhitzegase gaben ihre Wärme an die inzwischen etwas abgekühlten Kammern, die zuvor der Erwärmung dienten, ab, und die neu ankommenden Heizgase sowie die Verbrennungsluft nahmen die Wärme von den in der Zwischenzeit erhitzten Kammern auf. Auf diese Weise stellte das Regenerativsystem die weitgehende Vermeidung von Wärmeverlusten sicher. Die Kammern befanden sich seitlich der Wanne. Damit waren alle Teile des Ofens, einschließlich der Brenner, gut zugänglich und kontrollierbar.

### Funktionsweise der Westlake-Kolbenblasmaschine
Die beiden im Folgenden eingesetzten Westlake-Kolbenblasmaschinen hatten jeweils ein Gewicht von etwa 45.000 kg und verfügten über 24 Saugarme, die weitgehend das Blasen der Kolben von Hand nachahmen. Sie schossen bei kontinuierlicher Drehung der Maschine um ihre mittlere senkrechte Achse aus Lafettenläufen in eine Öffnung der das Glas enthaltenden Wanne vor. Dabei berührten sie die Glasoberfläche und saugten durch Abschneiden des Glases bei Erreichen des gewünschten Kolbengewichts die exakt passende Menge Glas ein. Anschließend liefen sie auf der Lafette wieder zur Maschine zurück. Nun befand sich der Glasposten genau oberhalb der zunächst nach oben gekehrten Pfeife. Die Saugnäpfe öffneten sich, der Glasposten fiel auf die Pfeife, wurde von dieser gefasst und durch Hineindrücken eines Domes und das Einblasen von Luft vorgeformt. Sofort darauf drehten sich die Arme, die die Pfeifen mit dem Glasposten trugen, zunächst um 90° in die Horizontale. Durch erneutes Drehen der Pfeifen um 90° hingen die an ihnen befindlichen Glasposten nun nach unten. Durch die Wirkung des Eigengewichtes und Einblasen von dosierter Luft wurde der Glasposten weiter vorgeformt und bewegte sich zugleich mit Senken der Pfeife in die unter ihm befindlichen Halbteile der Form. Sobald sich der Glasposten zwischen ihnen befand und die richtige Länge erreicht hatte, schlossen sich die Formteile. Mittels Druckluft, die durch die Pfeife in das Innere des Glasposten trat, wurde dieses fertig zum Kolben geblasen. Nach einer weiteren Drehung der Maschine um 45° öffneten sich sowohl Form als auch Pfeife, und der Glaskolben fiel direkt auf ein Transportband.

### Weiterbearbeitung der Kolben
Auf dem Förderband wurden die Kolben offen liegend zur Abschmelzmaschine befördert und dabei auf die für die Weiterbearbeitung erforderliche Temperatur heruntergekühlt. Vom Transportband gelangten sie automatisch auf die Abschmelzmaschine, wo mittels kurzer, scharfer Gebläseflammen die Kappen abgetrennt wurden. Im nächsten Schritt gelangten die heißen Kolben zum Kühlofen (Temperofen), um ihnen die vorhandenen Spannungen zu nehmen, was die Bruchgefahr deutlich verringerte. Bei dem Temperofen handelte es sich um einen mit Generatorgas und Pressluft beheizten Gaskanal von etwa sieben Meter Länge, den die Kolben auf einem Förderband durchliefen. Sofern er im vorderen Teil eine definierte Minimaltemperatur hatte, konnte der Temperaturabfall im Ofen ziemlich groß sein. Die Gefahr, dass bei der nunmehr relativ schnell erfolgenden Abkühlung neue Spannungen in die Kolben gelangten, war somit gebannt. Am Ende des Kühlofens wurden die Kolben von Sortierern auf Form- und Materialfehler geprüft. Bei den hierfür eigens entwickelten Beleuchtungseinrichtungen handelte es sich um von der Rückseite mit künstlichem Tageslicht durchleuchtete Mattglasscheiben. Sie erlaubten eine bequeme Qualitätsprüfung der Kolben. Fehlerhafte Kolben wurden den Scherbenkästen zugeordnet und später dem Gemenge beigemischt, fehlerfreie an Ort und Stelle verpackt und mittels Lastautos in die Berliner OSRAM Lampenfabriken transportiert.

### Endbearbeitungs- und Lagerraum
Der Endbearbeitungs- und Lagerraum diente als Sortier- und Verpackungsstand für die fertigen Kolben, als Packerei, als Formenofen, für technische Büros und als Lager.

### Maschinenhaus
Zweck: Eines der Hauptziele bei der Anlage des Werkes war, alle Abwärme zu nutzen und Energieverluste zu vermeiden und so ökonomisch wie möglich zu arbeiten.
Im Interesse einer effizienten Energienutzung wurden die aus der Wanne kommenden heißen Abhitzegase in einen sogenannten Abhitzekessel geleitet. Ihre dort an das Wasser abgegebene Wärme verwandelte selbiges in Dampf, der wiederum eine Dampfmaschine von 80 bis 100 PS antrieb. Diese war ihrerseits mit einem Drehstromgenerator für 220 Volt gekoppelt. Der Abdampf der Dampfmaschine wurde zum Heizen der Fabrik- und Büroräume verwendet und konnte – falls die Heizleistung nicht ausreichte – durch einen kleinen, mit Generatorgas beheizten Dampfkessel ergänzt werden.
Da der aus der oben beschriebenen Anlage gewonnene Strom für die ganze Anlage nicht ausreichte, wurde zusätzlich städtischer Drehstrom mit einer Spannung von 6.000 Volt in die Anlage eingespeist. Um diesen nutzen zu können, wurde er durch den anlageneigenen Transformator in 220 Volt Spannung[DJ|PG1] [SL2] umgewandelt. Flankiert wurde er von einem Umformer zur Erzeugung von Gleichstrom, der für den Antrieb der regelbaren Motoren – besonders der Motoren für die Kolbenblasmaschinen – sowie zum Laden der Elektroschlepper-Batterie und für das Laboratorium benötigt wurde.
Von den elektrisch angetriebenen verschiedenen mechanischen Einrichtungen des Betriebes waren folgende die wichtigsten:
- 2 Drehstrommotoren zum Antrieb der Drehroste der Gasgeneratoren

- 2 Motoren für Windgebläse zur Erzeugung der Gebläseluft als Verbrennungsluft für die Gasgeneratoren
- 1 Luftkompressor für die Gebläseflammen der Abschmelzmaschinen
- 1 Gaskompressor für die Gebläseflammen der Abschmelzmaschinen, in dem das städtische Gas unter erhöhten Druck gesetzt wurde
- 3 Ventilatoren zur Kühlung der Westlake-Maschinen. Abzweigungen von den Leitungen gingen in die Westlake-Maschinen und lieferten den zur Formung des Glaspostens zum Kolben erforderlichen Überdruck von etwa 350 mm Wassersäule.
- 2 Exhaustoren zur Kühlung der Wanne
- 1 Vakuumpumpe für zwei Westlake-Maschinen zur Erzeugung eines Vakuums von 640 bis 740 mm Unterdrück zum Ansaugen des Glases
- 1 Luftkompressor zur Lieferung von Pressluft für die Kühlöfen
- 1 Luftkompressor zur Herstellung von Pressluft von 2 bis 3 Atmosphären für die Einarm-Westlake-Maschine zur Betätigung des Doppelsaugarmes[13]

Von Anfang an war das Maschinenhaus auf eine Vergrößerung der bestehenden Anlage ausgelegt. Für den Gesamtstromverbrauch des Werks konnten 300 bis 350 Kilowatt elektrische Leistung veranschlagt werden. Eine Unterbrechung des Wannenbetriebs infolge eins Stromausfalls hätte eine große Gefahr für die Tag und Nacht im Betrieb befindliche Anlage bedeutet. Vor diesem Hintergrund kam dem Abhitzekessel eine besondere Bedeutung zu. Denn mit seinem Dampf ließ sich alle erforderliche Energie erzeugen, um die lebenswichtigen Motoren und Einrichtungen betreiben zu können: die Gebläse im Generatorenhaus, das Ventilatorgebläse für die Wanne, die Notbeleuchtung sowie der Motor-Generator-Umformer zur Umwandlung von Drehstrom in Gleichstrom zum Betrieb der Kolbenblasmaschine. All diese Maschinen konnten im Störungsfall direkt auf städtischen Strom umgeschaltet werden. Sollte der Abdampf der Dampfmaschine bei starker Kälte zum Heizen nicht ausreichen, kam zusätzlich ein Hilfskessel für Kohle- und Gasfeuerung zum Einsatz.

### Verwaltungsgebäude
Die Verwaltungsgebäude setzten sich aus Büros sowie aus physikalischen, chemischen, wärmetechnischen und keramischen Laboratorien zusammen.

### Wohlfahrtsgebäude
Die Wohlfahrtsgebäude setzten such aus Garderoben, Wasch- und Badeeinrichtungen, Küche und Speiseraum zusammen.